# 1 + 1 = 3
1 + 1 = 3 ist ein deutscher Spielfilm aus dem Jahre 1979 von Heidi Genée mit Adelheid Arndt in der Hauptrolle.

## Handlung
Die hübsche, brünette Jungschauspielerin Katarina Arendt lebt ein selbstbestimmtes Leben frei gesellschaftlicher Zwänge. Sie ist mit einem Mann zusammen und wird eines Tages unbeabsichtigterweise von diesem schwanger. Nach einiger Überlegung und einem ziemlich halbherzig durchgeführten Abtreibungsversuch entscheidet sie sich für das Kind, will aber ganz bewusst allein erziehende Mutter werden und den Vater nicht heiraten. Sie glaubt nämlich nicht, dass eine Beziehung mit ihm die Zeiten überdauern wird, zumal der Erzeuger anfänglich nur wenig Begeisterung an den Tag legt, als es um die Gründung einer Familie geht. Auch den Antrag eines anderen Mannes, einem gutmütigen Zeitgenossen, den sie im bereits hochschwangeren Zustand auf einer Urlaubsreise kennenlernt, lehnt sie ab, da auch er nur aus ziemlich egoistischen Motiven zu handeln scheint.
Mit ihrer emanzipatorischen Grundhaltung löst Katarina einiges Unverständnis in ihrem Umfeld – allen voran bei ihrem autoritären Schwager Robert aber auch bei ihrer duldsamen Schwester Anna – aus, das sich langsam aber sicher zu einem ausgewachsenen Sturm der Entrüstung auswächst. Doch je stärker Katarina der Gegenwind ins Gesicht bläst, desto mehr ist sie von der Richtigkeit ihrer Entscheidungen überzeugt. Nach der Geburt, von der sie all diese „mitfühlenden“ und „wohlmeinenden“ Freunde und Verwandte ausschließt, will sie, so ihr Plan, ein Engagement an einer Kleinstadtbühne annehmen. Hier, in einem Umfeld von künstlerischer Toleranz, kann sie auch, ohne auf Fragen und vorwurfsvolle Mienen zu stoßen, ihr Neugeborenes mitbringen. Katarinas feministische Haltung wird zum Beweis, dass eine Frau auch allein ein Kind großziehen kann und Emanzipation durchaus ohne Männer funktioniert.

## Produktionsnotizen
1 + 1 = 3 entstand zwischen dem 29. März und dem 23. Juni 1979 und wurde am 9. September desselben Jahres im Rahmen der Filmfestspiele von Montréal uraufgeführt. Die deutsche Premiere fand am 15. Oktober 1979 im Rahmen der Internationalen Filmtage von Hof statt. Am 7. März 1980 lief der Film in den deutschen Kinos an.
Co-Produzent Peter Genée übernahm auch die Produktionsleitung. Peter Grenz kümmerte sich um die Ausstattung, Filmeditorin Helga Beyer entwarf auch die Kostüme.
Christoph Quest und Charlotte Witthauer, die hier ihre letzte Kinofilmrolle spielte, waren im wahren Leben Sohn und Mutter.

## Preise und Auszeichnungen
- Heidi Genée erhielt für ihre Regieleistung den Ernst-Lubitsch-Preis
- Genée und Adelheid Arndt erhielten jeweils das Filmband in Gold
- Das Filmband in Silber ging an den Film selbst.

## Kritiken
Im Lexikon des Internationalen Films heißt es: „Eine feministisch geprägte Alltagskomödie um Ehe und Familie mit einer optimistisch-lebensbejahenden Komponente. Trotz der bewußt leichthändigen Inszenierung anregende Unterhaltung mit Tiefgang.“
Auch die zeitgenössischen Kritiken äußerten sich durchgehend positiv über den Streifen: Ponkie sah in der Münchner Abendzeitung 1 + 1 = 3 als “emotionale Komödie mit Witz und Wut und Spaß am Risiko – spontan und locker gegen den Strich gefilmt” während Hans-Christoph Blumenberg in der Zeit einen sehr persönlichen, mitunter hinterhältig-witzigen Film verortete, „ein Beitrag zum Ende des Patriarchats“. Für die Süddeutsche Zeitung war 1 + 1 = 3 ein “quicklebendiger Film, überraschend leicht und selbstverständlich, der aus der ganz unbewussten, aber souveränen Kraft seiner Hauptfigur lebt”. Der Tagesspiegel schließlich stellte fest: „Aus einem recht ernsten Stoff ist eine locker inszenierte Emanzipationskomödie gemacht“ worden.